# Ljuben Karavelov

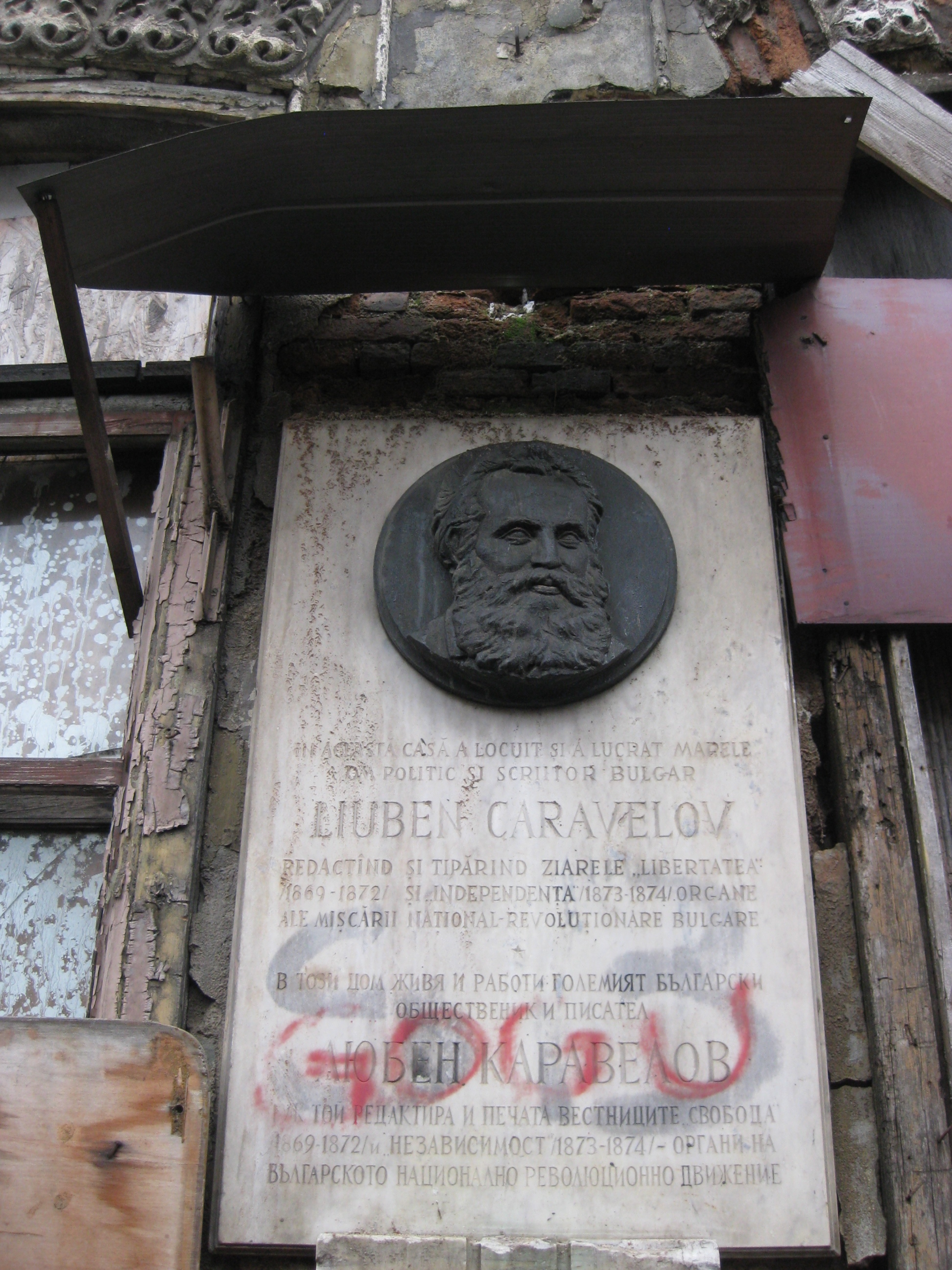
Pamětní deska v Bukurešti

Ljuben Stojčev Karavelov (bulharsky Любен Стойчев Каравелов, 1834 – 21. ledna 1879) byl bulharský spisovatel a osobnost obrozeneckého hnutí. Jeho bratr Petko Karavelov byl osobností bulharské politické scény konce 19. století.

## Životopis
Karavelov se narodil v Koprivštici. Zprvu chodil do církevní školy, avšak v roce 1850 začal navštěvovat školu Najdena Gerova v Plovdivu. Poté byl poslán do řecké školy, aby tam studoval další dva roky a mohl se stát úspěšným obchodníkem; studoval však ve škole bulharské, kde se také věnoval ruské literatuře. Po studiích byl také na praxi vyslán do Edirne, avšak záhy se vrátil zpět do Koprivštice. Navštívil také Istanbul, kde se u něho rozvinul zájem o politiku a také o aktuální téma - kterým byla Krymská válka. I v osmanské metropoli studoval; a to kulturu a etnografii svého regionu.
V roce 1857 se Karavelov přihlásil na studia do Moskvy, kde se postupně názorově ztotožnil s revolučními demokraty. Proto byl také sledován policejními složkami ruské monarchie. Karavelov se účastnil studentských vzpour v roce 1861. Poté pracoval pro ruské noviny jako zahraniční reportér v Bělehradu. Své práce tak kromě bulharštiny začal vydávat také i v jazyce srbském. Jeho interpretace utrpení lidu značně ovlivněná myšlením liberálních demokratů (osvobodit ženu, zrovnoprávnit obyvatelstvo) narazila mezi Srby na úrodnou půdu. Protože ale i v Srbsku, které bylo tehdy monarchií, podporoval nevhodné názory a stýkal se s opozicí, byl donucen k odchodu; byl donucen se přesunout se do Nového Sadu. V roce 1869 se přestěhoval do Bukurešti, známého centra bulharské emigrace, kde chtěl vydávat noviny a spolupracovat s Bulharskou učenou společností, která zde sídlila.
Během vydávání prvního deníku Svoboda (1869–1873) se sblížil s dalším bulharským obrozencem a revolucionářem Christem Botevem, který mu také věnoval jednu ze svých básní. V roce 1870 byl Karavelov zvolen za předsedu Bulharského revolučního ústředního výboru, kde spolupracoval s Vasilem Levským. S ním se také ztotožnil s myšlenkou demokratické republiky, jako cílové formy vlády, která by byla pro osvobozené Bulharsko nejlepší.
V letech 1873-1874 vydávali Karavelov a Botev další noviny, tentokrát s názvem Nezavisimost. Poté, co byl Levski dopaden a exemplárně popraven, rozhodl se Karavelov ideově ustoupit ze svých revolučních cílů. To vyvolalo značnou kritiku Boteva. Karavelov začal vydávat časopis Znanie a naučně-populární literaturu.
Během Rusko-turecké války v roce 1876, která vedla k pádu osmanské nadvlády v zemi pracoval jako překladatel ve velitelství ruských okupačních sil. Zemřel v Ruse v roce 1879, krátce po osvobození.

## Literární tvorba
Karavelovy práce zahrnují krátké romány Bulhaři za starých časů (bulharsky Българи от старо време), kde podrobně rozvinul život na bulharském maloměstě (Koprivštici) a vztahy mezi početnými rodinami, dále Mámin miláček (bulharsky Мамино детенце). V povídce Je vinen osud? zase kritizoval poměry v Bělehradu konce 19. století, včetně například domácího násilí v rodinách.
Jeho práce byly přeloženy do češtiny a vydány souborně pod názvem Bulhaři za starých časů.